# Brauhausgasse 17 (Weimar)

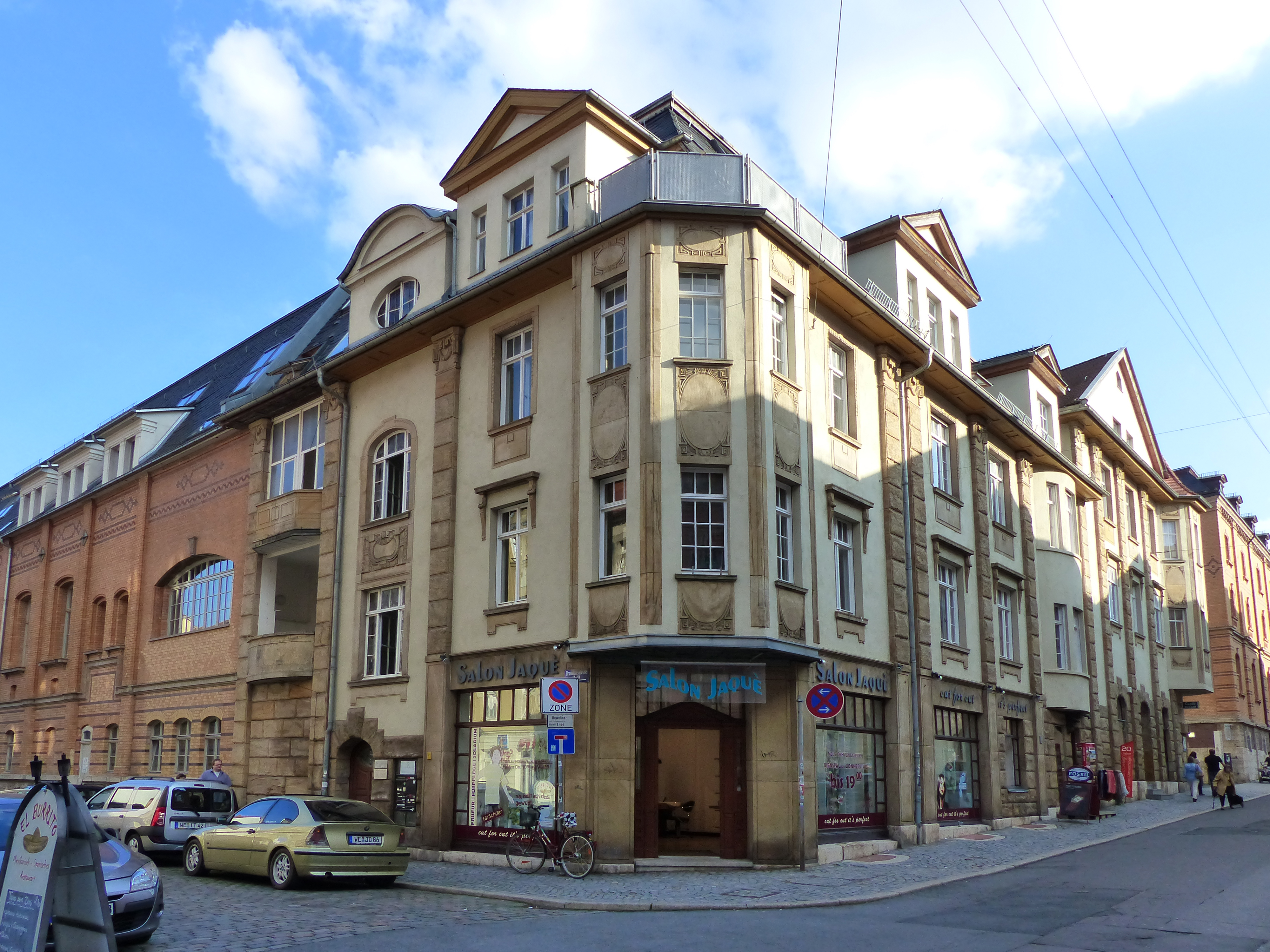
Brauhausgasse 17, Eckhaus

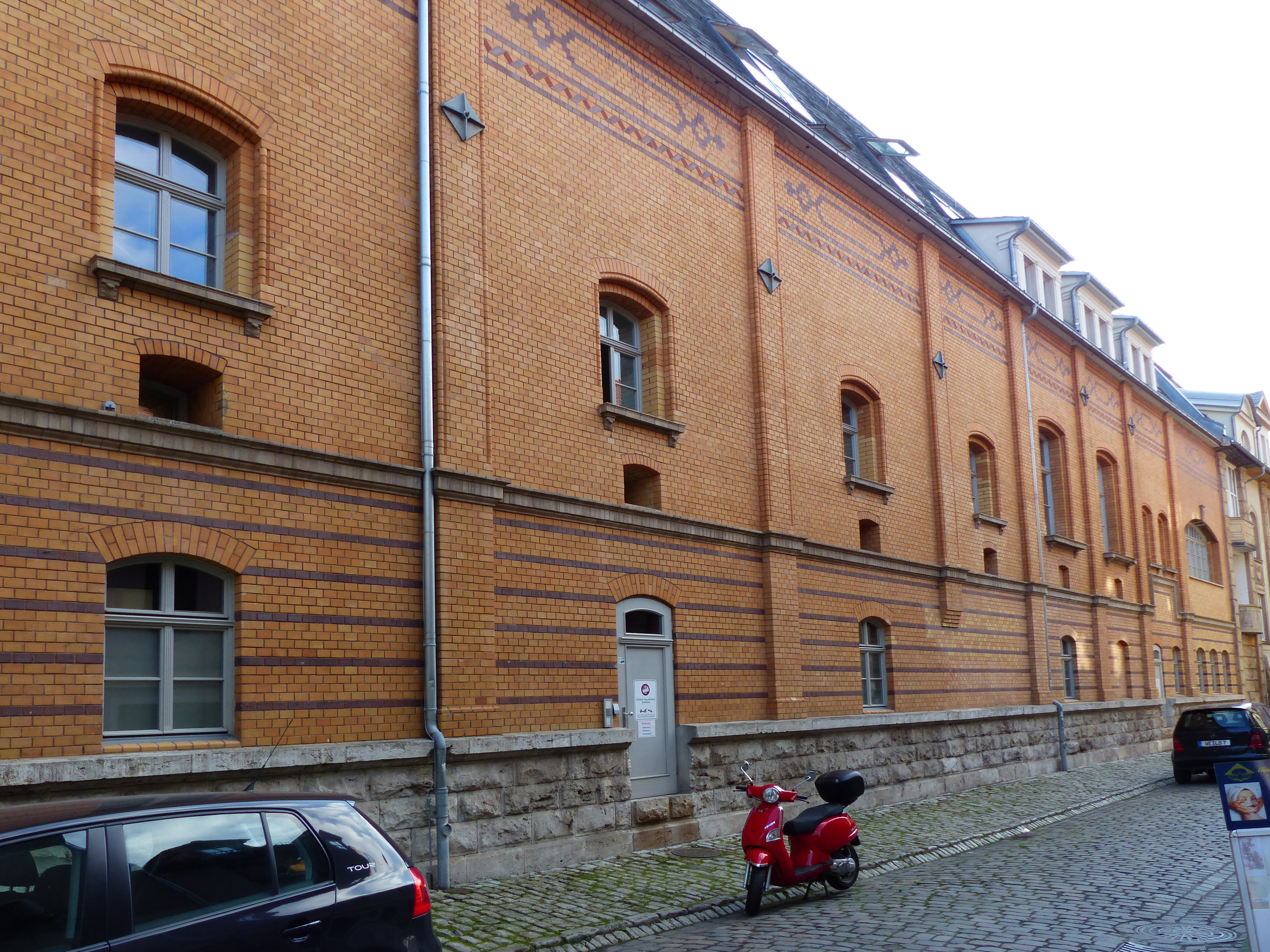
Brauereigasse 17, Ziegelbau der Brauerei

Das Haus Brauhausstraße 17 liegt an der Ecke Brauhausgasse/Schützengasse 9 in Weimar. 
Das Wohn- und Geschäftshaus gehörte zur Stadtbrauerei Deinhardt, ein zur Brauereigasse weisender Gebäudeteil aus Ziegelmauerwerk verweist zugleich auf den Namensgeber. Das verputzte und verzierte Eckhaus wurde sichtlich später erbaut als der Ziegelbau aus dem Jahre 1875. Dieses verfügt Verzierungen, die auf den Jugendstil verweisen. Das Gebäude wurde 1908/10 nach dem Entwurf von Max Stark errichtet.
Die eigentlich maßgebende Bierproduktion hatte hier bzw. in der Steubenstraße 8 stattgefunden. Das Haus Brauhausgasse 17 heute Medienhaus der Universitätsbibliothek Weimar. Es wird geführt jedoch unter Steubenstraße 6 a. Die damit verbundenen Grundidee geht auf Walter Gropius zurück. Die Brauerei hatte hier 1889 sogar eine eigene Elektrizitätsversorgung zu einer Zeit bekommen, als Johann Ludwig Deinhardt ein neues Maschinen- und Sudhaus errichten ließ.
Das Gebäude steht auf der Liste der Kulturdenkmale in Weimar (Einzeldenkmale).